# Kutschenberg
Der Kutschenberg in den Kmehlener Bergen ist mit 201 m ü. NHN der höchste Berg Brandenburgs. Er liegt in den Gemeindegebieten von Großkmehlen im brandenburgischen Landkreis Oberspreewald-Lausitz und Lampertswalde im sächsischen Landkreis Meißen. Sein Gipfel befindet sich in Brandenburg wenige Meter nördlich der Landesgrenze.

## Geographie

### Lage
Der Kutschenberg erhebt sich im Osten der Kmehlener Berge. Sein Gipfel liegt in Brandenburg im Gemeindegebiet von Großkmehlen – 1,5 km südlich des gleichnamigen Kernorts und 2,5 km westsüdwestlich der Kernstadt von Ortrand. Jenseits der Landesgrenze liegen in Sachsen der Lampertswaldeer Ortsteil Blochwitz im Südwesten und der Schönfelder Ortsteil Linz im Südsüdosten. Östlich vorbei verläuft die Bundesautobahn 13. Die Erhebung ist bewaldet.

### Berghöhe
Durch neuere Höhenmessungen im Jahr 2000 fand man heraus, dass der Kutschenberg mit 201 m Höhe der höchste Berg im Land Brandenburg ist. Diesbezüglich wurde auf seinem recht stark bewaldeten und nur sanft über die Umgebung erhöhten Gipfel 2011 eine kleine Granit-Stele aufgestellt, auf der zu lesen ist: „KUTSCHENBERG 201 m ü. NHN“. In Gipfelnähe liegt auf 199,7 m Höhe ein trigonometrischer Punkt.
Die etwa 11 km westlich bei Gröden gelegene Heidehöhe ist mit 201,4 m Höhe zwar etwas höher als der Kutschenberg, gilt aber nicht als höchster Berg, sondern als höchste Erhebung Brandenburgs, da deren zugehöriger Gipfel, Heideberg genannt, in Sachsen liegt. Entgegen der weit verbreiteten Meinung, der Hagelberg (200,24 m) im Fläming sei der höchste Berg Brandenburgs, wird diese mit dem Kutschenberg noch knapp übertroffen.

## Rennstrecke Am Kutschenberg
Auf dem Nordosthang des Kutschenbergs liegt etwa 400 m vom Gipfel entfernt die überregional bekannte Offroad-Rennstrecke Am Kutschenberg, auf der regelmäßig Auto- und Motorradrennen stattfinden.

## Skihütte am Kutschenberg
Auf dem Westhang befindet sich auf ca. 175 m die bereits zur DDR-Zeiten bestehende „Skihütte“, die vom Verein der Skifreunde am Kutschenberg genutzt wurde. Nach dem Auslaufen eines Pachtvertrages für die Skihütte sowie den angrenzenden Hang im Jahr 2009 wurde die Nutzung von Hang und Hütte vorläufig beendet. Die bis dahin regelmäßig stattfindenden Winterveranstaltungen wie „Skifasching“ und „Hahnekammrennen“ konnten daher ebenfalls nicht mehr stattfinden. Der im Jahr 2001 gegründete Verein löste sich im Zuge der gescheiterten Bemühungen um einen erneuten Pachtvertrag im Jahr 2010 auf.

## Galerie

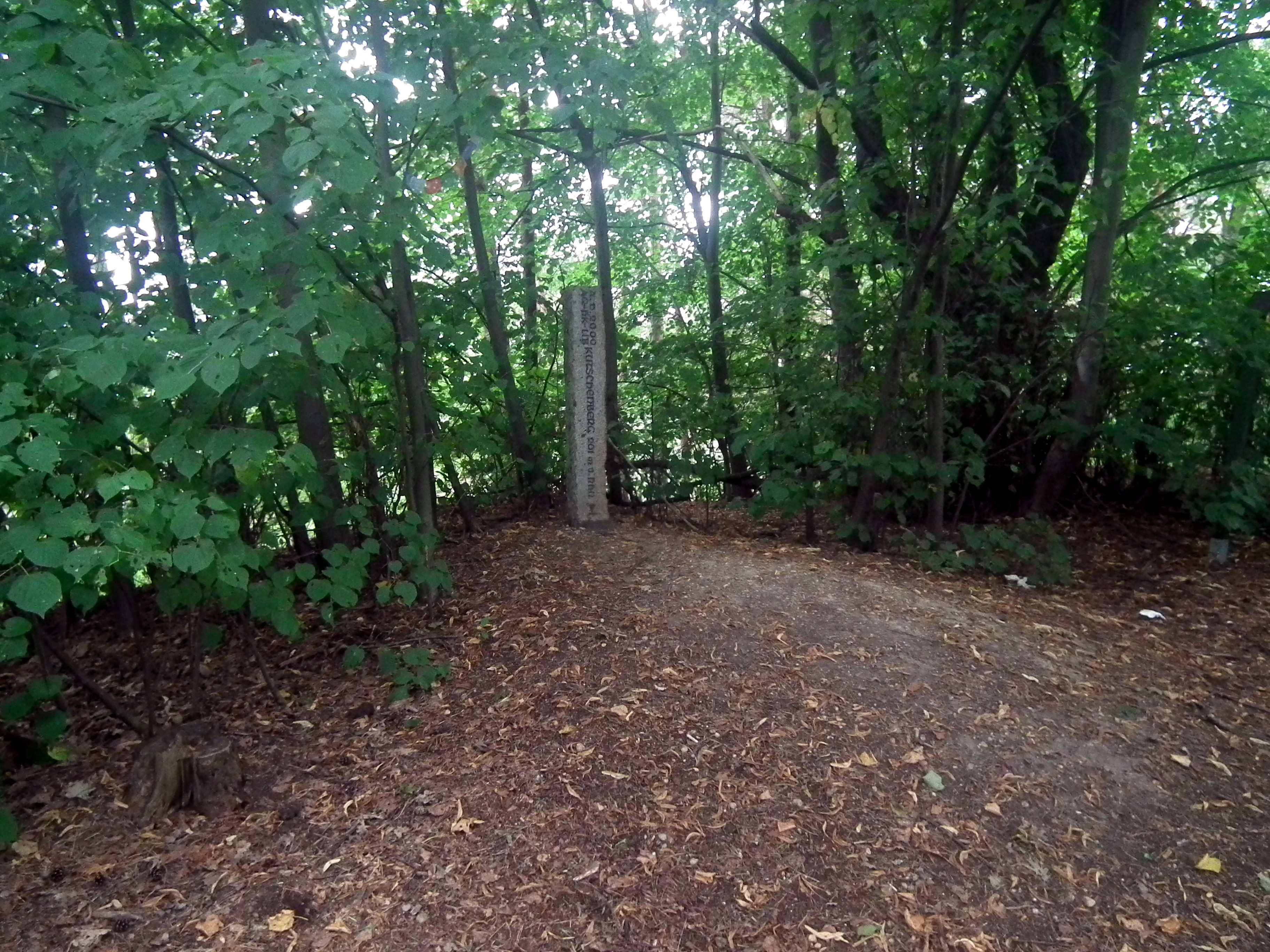
Gipfel des Kutschenberges
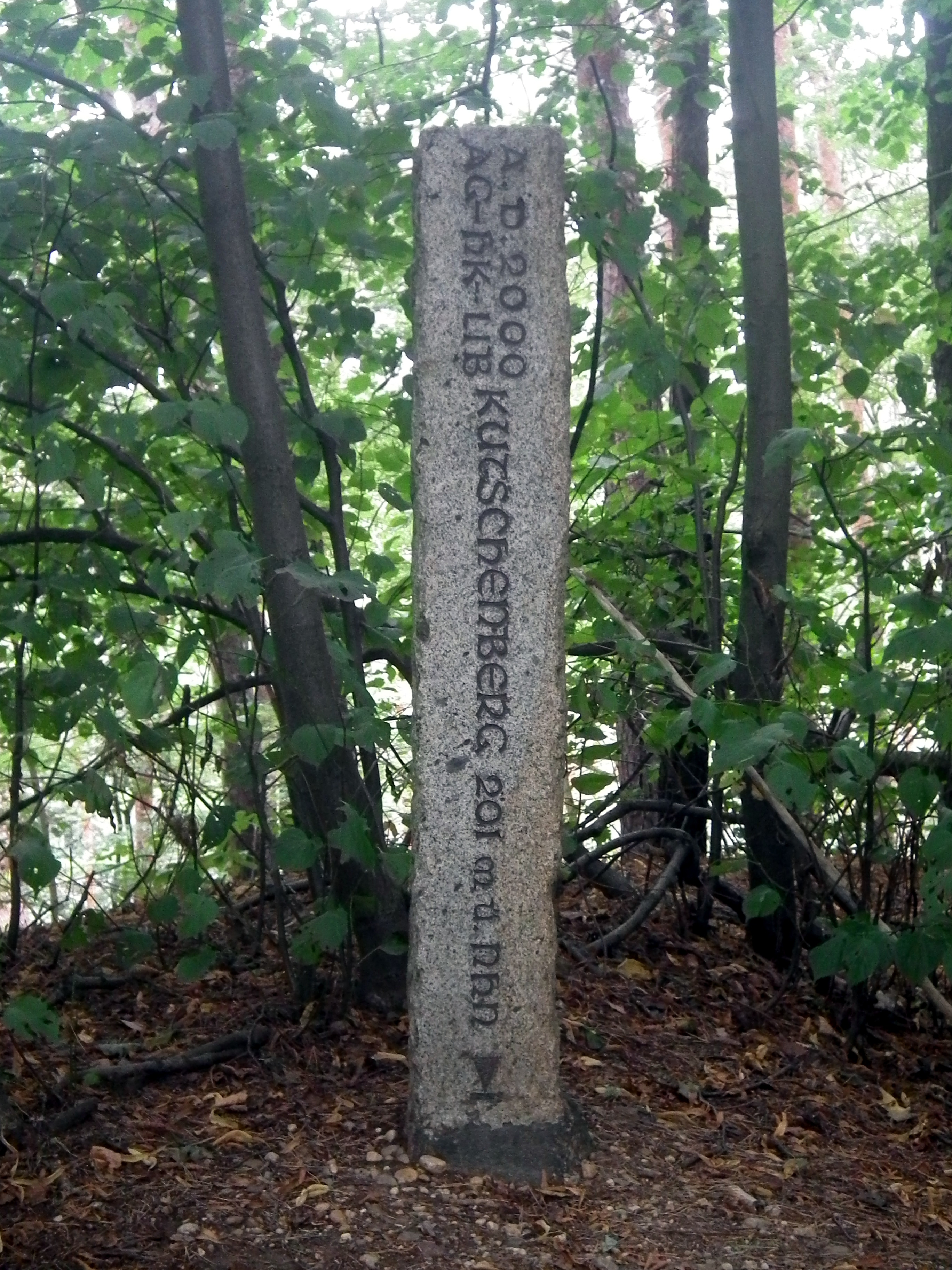
Gipfelstele auf dem Kutschenberg
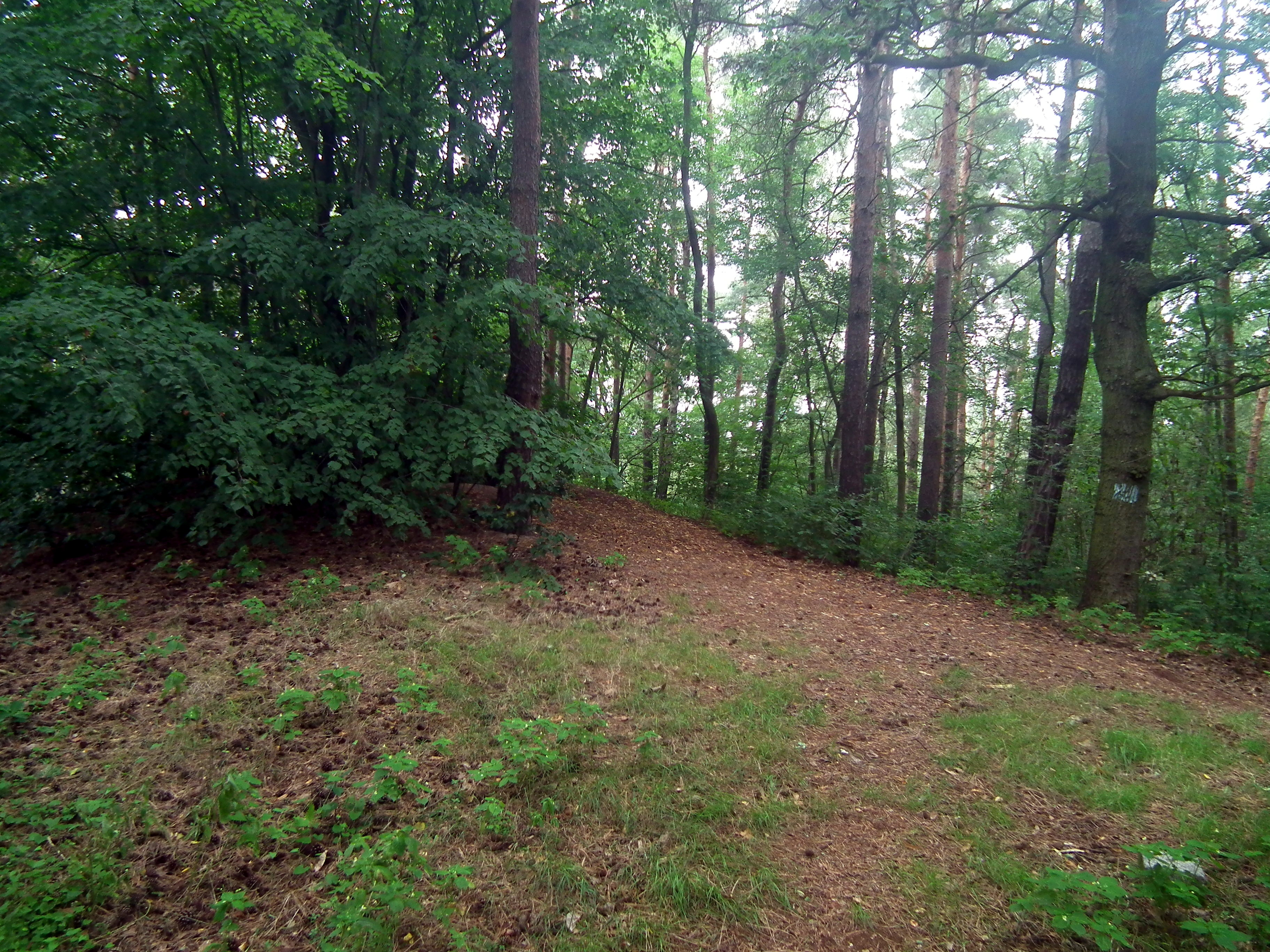
Gipfelplateau des Kutschenberges
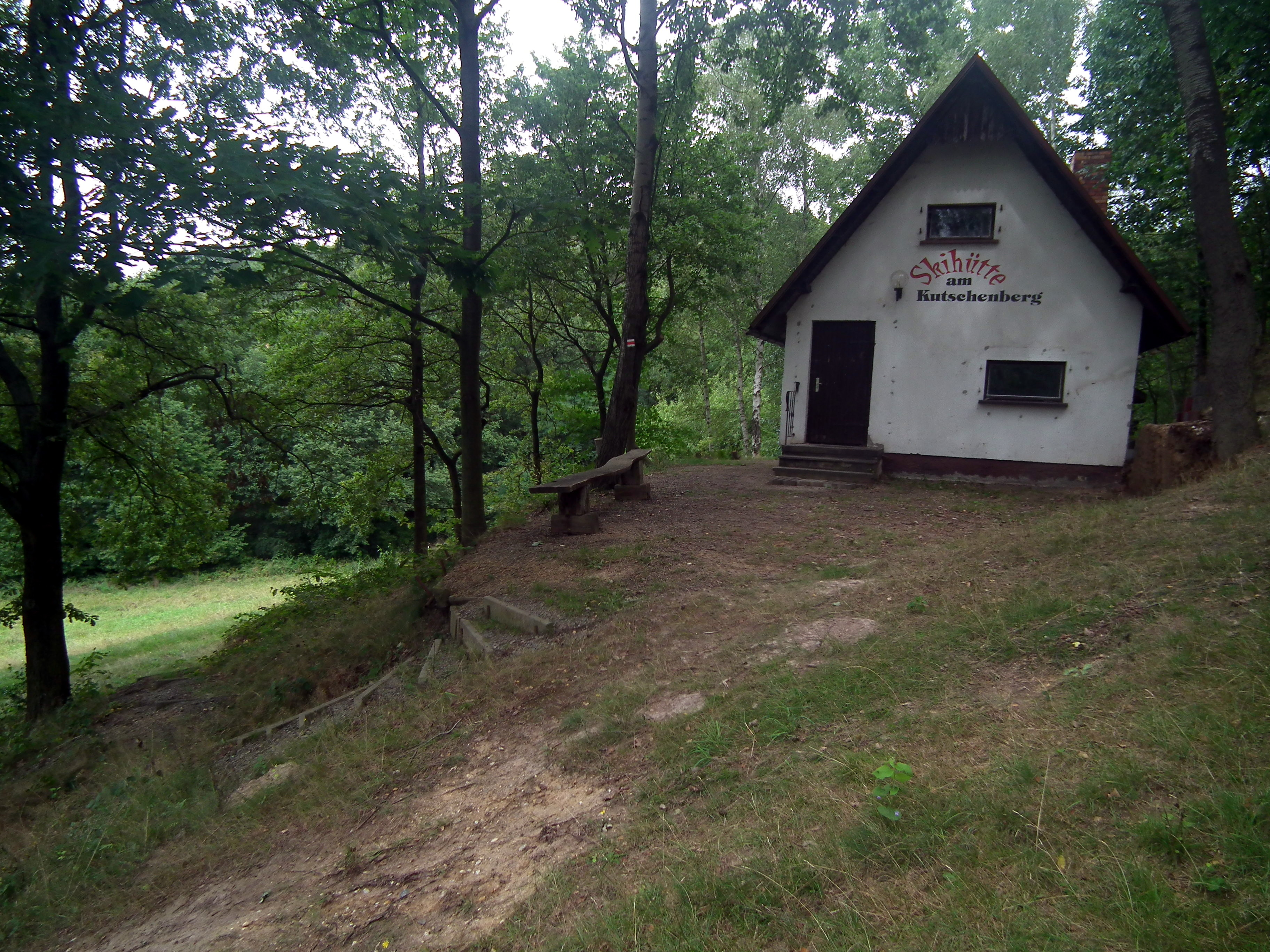
Skihütte am Kutschenberg
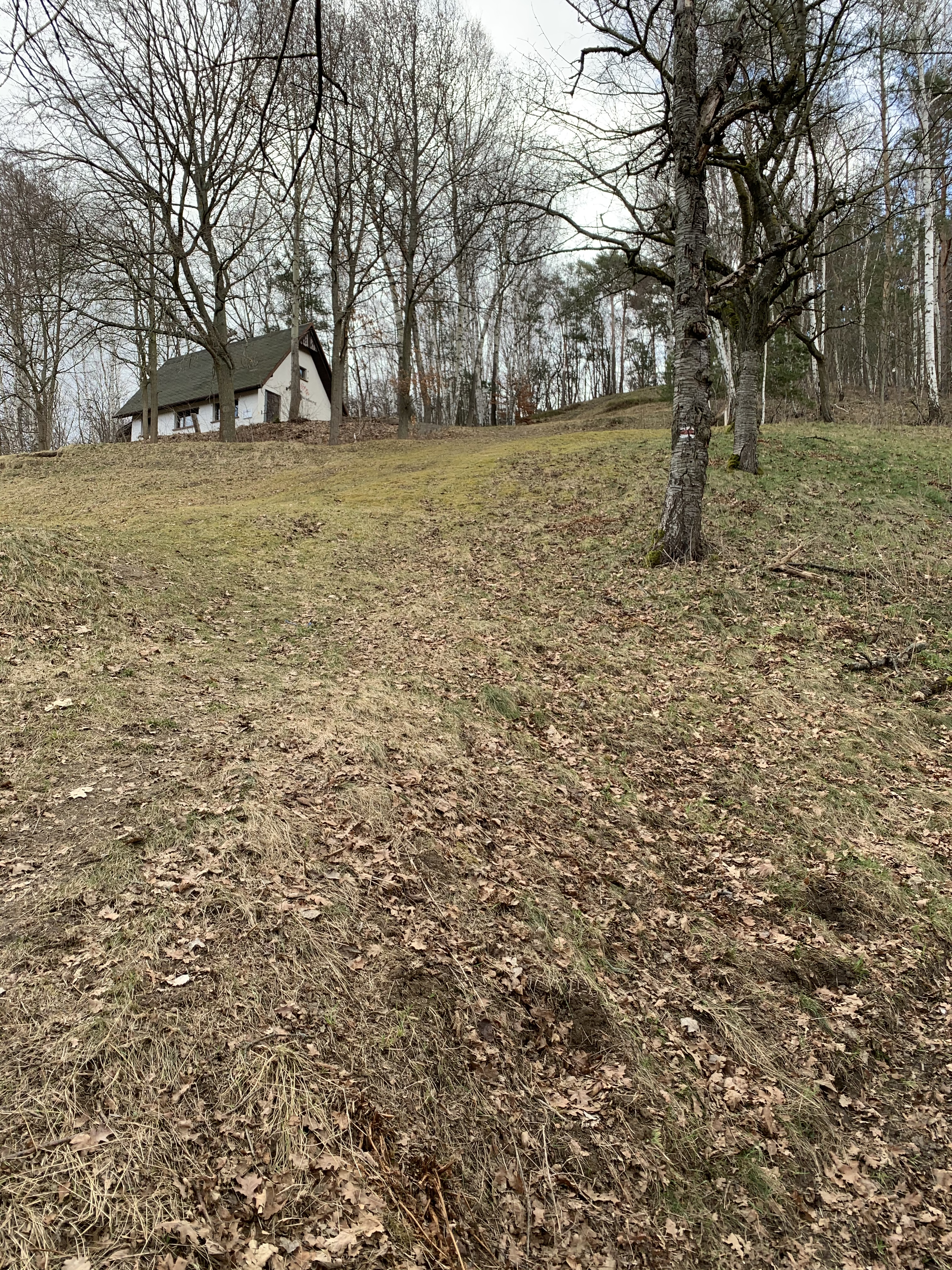
Skihütte vom Fuße der Abfahrt aus gesehen
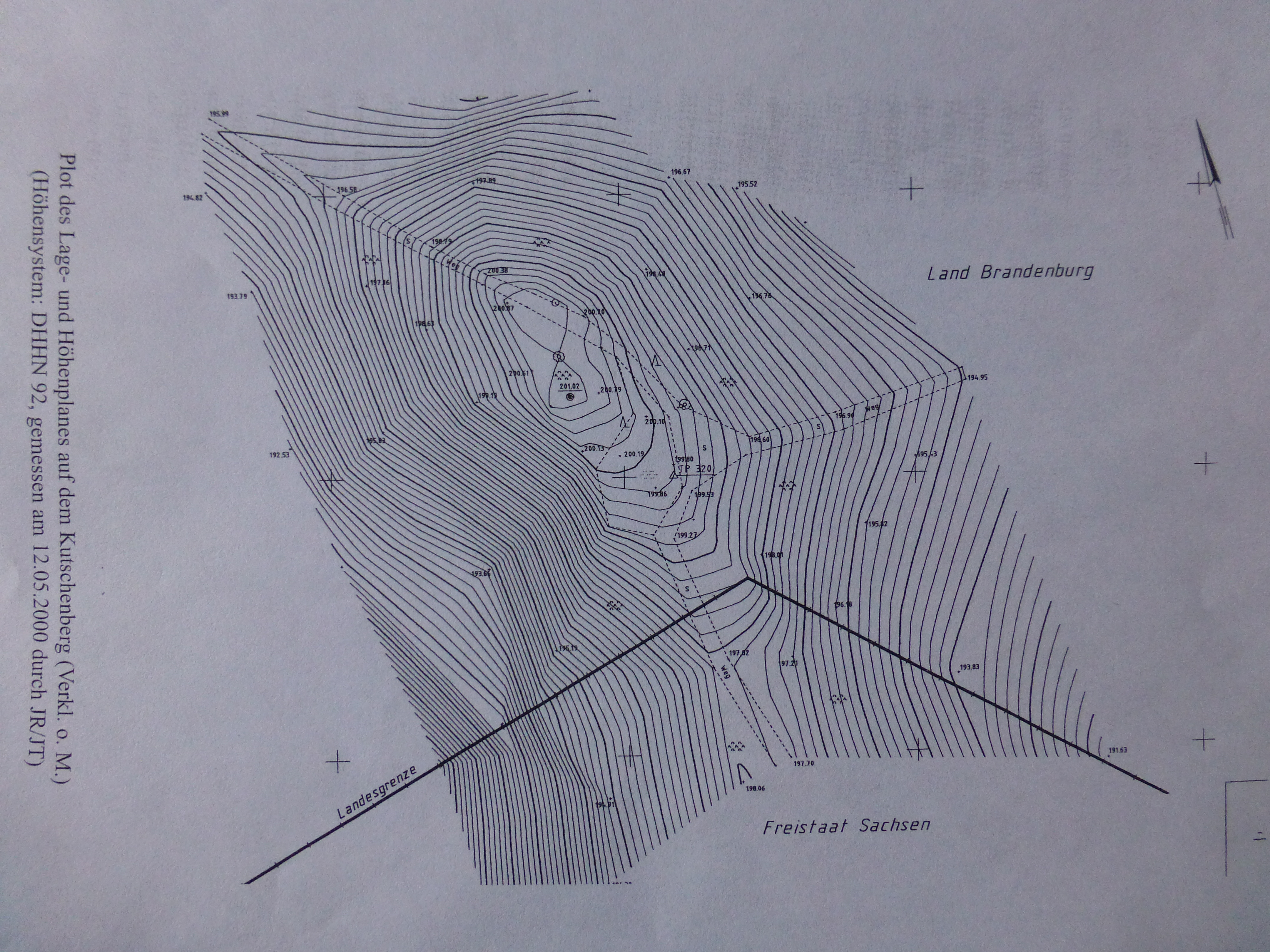
Plot des Lage- und Höhenplanes auf dem Kutschenberg